# Яворницькі пагорби
Яворницькі пагорби (Javornícka hornatina) — гірський масив в Словаччині; геоморфологічна підодиниця масиву Високі Яворники. Найвища гора — Великий Яворник (1071 м.). Місце розташування — Тренчинський край; Жилінський край.
Протікає Гоштинський потік.